# Dendrolycosa cruciata
Espèce
Synonymes
- Cispiolus cruciatus  Roewer, 1955

Dendrolycosa cruciata est une espèce d'araignées aranéomorphes de la famille des Pisauridae.

## Distribution
Cette espèce est endémique de Tanzanie. Elle se rencontre dans les districts de Moshi, de Muheza et de Mufindi.

## Description
La femelle holotype mesure 8 mm.
Le mâle décrit par Silva en 2013 mesure 7,98 mm.

## Publication originale
- Roewer, 1955 : Araneae Lycosaeformia I. (Agelenidae, Hahniidae, Pisauridae) mit Berücksichtigung aller Arten der äthiopischen Region. Exploration du Parc National de l'Upemba Mission G. F. De Witte, vol. 30, p. 1-420.